# 한신 타이거스 (2군)
한신 타이거스(일본어: 阪神タイガース, Hanshin Tigers)의 2군 팀은 일본의 프로 야구 구단이자 한신 타이거스 계열의 구단으로 웨스턴 리그 (일본) 구단 중의 하나이며 홈 구장은 닛테츠코한 SGL 스타디움 아마가사키이다.